# Carvalhal (Sertã)
Carvalhal é uma povoação portuguesa sede da Freguesia de Carvalhal do Município da Sertã, freguesia com 10,02 km² de área e 491 habitantes (censo de 2021), tendo, por isso, uma densidade populacional de 49 hab./km².
É uma das freguesias atravessada pela Estrada Nacional 2 e encontra-se limitada pelo Rio Zêzere. É dona de um património natural rico e diversificado, assim como de alguns elementos que testemunham a sua história, como o edifício emblemático da Escola Primária dos Ramalhos, da Casa do Povo, a Igreja Matriz, a Escola Primária do Viseu, a capela de São Pedro (Santo Abril) e a capela de São João (Viseu).
A sua sede de freguesia encontra-se no Largo Guilhermina Ramos Abreu.

## Demografia
A população registada nos censos foi:
| Distribuição da População por Grupos Etários | Distribuição da População por Grupos Etários | Distribuição da População por Grupos Etários | Distribuição da População por Grupos Etários | Distribuição da População por Grupos Etários |
| -------------------------------------------- | -------------------------------------------- | -------------------------------------------- | -------------------------------------------- | -------------------------------------------- |
| Ano                                          | 0-14 Anos                                    | 15-24 Anos                                   | 25-64 Anos                                   | > 65 Anos                                    |
| 2001                                         | 89                                           | 91                                           | 283                                          | 149                                          |
| 2011                                         | 46                                           | 48                                           | 237                                          | 134                                          |
| 2021                                         | 54                                           | 43                                           | 268                                          | 126                                          |

## História
A criação de Amparo não estava nos planos dos moradores que apenas pediram à Casa do Infantado que fosse erguida uma capela de Nossa Senhora do Amparo.
O pedido encontrou recetividade por parte do Grão-Prior do Crato e Arcebispo Provisor do Crato que defendia a criação, não de uma capela mas de uma paróquia, sendo determinante a distância entre Amparo e São João Baptista. A justificação por parte da Igreja devia-se à grande distância que os crentes tinham que percorrer para receber o “pasto espiritual”.
A questão foi aprovada em 1804 pelo Príncipe Regente em Portugal, D. João que mandou criar uma nova Freguesia na Ermida de Nossa Senhora do Amparo por divisão da Freguesia de São João Baptista do conselho de Pedrógão Pequeno. Esta nova freguesia chamou-se Amparo.
Em 1836, com a extinção do Município Pedroguense, Amparo foi integrada ao Concelho de Oleiros e três anos mais tarde adicionada à Sertã.
A criação não foi pacífica, os habitantes lutaram arduamente para o conseguirem sob oposição dos pedroguenses, mas com apoio da Igreja.
Estando Amparo constituída Freguesia o início não foi fácil. Os habitantes eram esmagadoramente rurais e com pouca alfabetização.
Não havia eletricidade nem telefone, as pessoas deslocavam-se a pé ou por bestas de carga. O pouco dinheiro que conseguiam rendia da venda de produtos de cultivo, objetos artesanais manufaturados para uso doméstico ou profissional em feiras.
Para além do trabalho local, agrícola existiam pequenas unidades de transformação de metais, madeira ou armazenamento de resina. Havia o porco, mas só o toucinho pois o presunto era para vender. Havia galinhas, mas só se comiam alguns ovos para outros serem trocados por pão. Havia o vinho, vendia-se pra conseguir construir uma casita de pedra e barro. Os médicos eram só para alguns, mas um golo de aguardente costumava acabar com as dores.
Os tempos foram arrastando-se e com isto encontramo-nos em 1855, o primeiro ano que começam a aparecer registos escritos à mão que relatam contas de gerências. A gestão da freguesia, como acontecia com todo o reino, tinha carácter religioso, a cargo de escrivães aprendizes ou padres. Este primeiro livro tem assinatura do pároco Francisco Xavier com contas de gerências desde 1850 a 1855. 
Ao presidente e regedor de junta era confinado cerca de 12% do orçamento, aos pregadores 12,5%. O restante era destinado maioritariamente a gastos religiosos como por exemplo na festa popular. Estas contas eram levadas a retificação à sede de concelho, sendo aqui aprovadas. 
Em 1875 a capela é parcialmente destruída devido a explosão de fogo-de-artifício armazenado para a festa, sendo então reconstruída. A torre só viria a levantar-se em 1890.
Neste período é instalada pela primeira vez uma estação Postal do Correio, em 1883, nos Ramalhos, registando em 1895 um total de 1716 correspondências recebidas.
A primeira vez anunciada Freguesia de Carvalhal terá sido na ata de aprovação de contas de 1894, datada de 20 de Março de 1895, “Junta da Parochia de Nª Sr.ª do Amparo de Carvalhal” pelo Presidente Joaquim Fernandes Silva. Esta designação parece ter origem nos muitos carvalhos na região.
Em 1888 dá-se a construção da Estrada Nacional 2, que liga Trás-os-Montes ao Algarve e passa pelo Carvalhal. A estrada será asfaltada em 1950.
Com a implementação da República Portuguesa os hábitos dos cidadãos alteraram-se e apesar de crentes, os habitantes do Carvalhal começaram a preocupar-se com a alfabetização. Em 1890 sabiam ler apenas 52 indivíduos (51 do sexo masculino e 1 do sexo feminino), sendo o número de alfabetos 634.
António da Costa Lima, natural do Carvalhal, ofereceu em 1904 um terreno e edifício para adaptação a escola. É pedida ao então Rei de Portugal, D. Carlos I, que autorizasse a criação de uma escola. O pedido foi aceite com a condição de a junta fornecer o edifício, material de ensino e residência para o professor. Com um peditório por toda a Freguesia e arredores a Escola é requalificada e oficializada a dádiva do Sr. António da Costa Lima em 1917.
É em 1926 que se realizam as primeiras eleições livres na freguesia, no entanto com pouca aderência. Mesmo em 1975 para a Comissão Administrativa da Junta de Freguesia votaram apenas 67 dos 591 eleitores inscritos.
Em 1938 deu-se por terminada uma obra importante: a ponte sobre o Ribeiro do Sesmo, sob gestão do Presidente Fernando Costa Lima.É no segundo mandato de Adelino Duarte, Presidente durante 18 anos (entre 1949 e 1967), que chega à Freguesia a rede de água a três fontanários: Santo Abril, fonte do Meio e fonte do Vale.
Neste tempo dá-se também a construção da Igreja Matriz agora conhecida, sendo a anterior destruída por justificações de espaço e acomodação dos crentes.
É sob a chefia de José Ramos Branco Júnior que se dá o primeiro recenseamento eleitoral no Carvalhal. Este é o eleitor número 1.
Em apenas 20 anos Carvalhal saltou do quase nada para o quase tudo.
Em 1982, com um esforço da população liderado pelo Presidente António Antunes é aberta a extensão de saúde do Carvalhal.
No mesmo ano foi instalado o segundo ciclo do ensino básico na Escola do Ramalhos através da Telescola, recorrendo-se à construção de dois pavilhões no mesmo recinto, anteriormente lecionados numa das salas do primeiro piso da Casa do Povo.
Em 1985, com o rasgar de novas vias rodoviárias no lugar de Viseu aumentam-se as vias de comunicação. Este foi também o ano de introdução de alcatrão no Carvalhal.
A 1989 foi inaugurado o Jardim de Infância que 4 anos depois contava com apenas 11 crianças.
Em 1994 deu-se a inauguração do IC8, uma estrada que permite melhores acessos.
Em 2000, sob chefia de António Antunes Xavier dá-se a inauguração da sede de Junta de Carvalhal. Em 2002, a 15 de fevereiro, acontece a Ordenação Heráldica, tendo sido o processo iniciado em 20 de agosto de 2000 pelo autarca António Antunes Xavier.
A comemoração dos 200 anos da criação da Freguesia foi presidida pelo então Presidente do Município, Dr. José Paulo Barata Farinha. Houve festa, porco no espeto, vinho tinto e o esperado bolo de 50 kg. Neste dia foi também oferecido aos conterrâneos uma camisola comemorativa.
É sob o mandato de Rui José Nunes Rodrigues, iniciado em 2006, que a Freguesia de Carvalhal viu os alguns dos seus assuntos informatizados, como a aquisição do programa referente ao Cemitério do Carvalhal e outro referente ao Inventário.
Em 2010, sob o mandato de António Vicente Xavier de Matos, a freguesia de Carvalhal recebe a notícia que a Escola de Ramalhos e o Jardim de Infância serão fechados. No entanto, neste mesmo, procedeu-se à sua requalificação e, com um terreno oferecido pela família Lima, à ampliação do recreio para as crianças. Como consequência deste fecho, as crianças percorrem em média 24km diários para ter acesso à escola, uns na sede de concelho, outros em Pedrógão Pequeno, Cernache do Bonjardim ou Castelo.
As más notícias não cessaram e em 2012 dá-se também o fecho da Extensão de Saúde. Este foi justificado pela falta de linha telefónica que facilitaria a informatização. Mesmo após insistência da Junta de Freguesia que se comprometia a cobrir os custos a linha nunca chegou. Os utentes descontentes começaram a abandonar esta extensão uma vez que tinham de se deslocar a outra para adquirirem as receitas processadas a computador.
Com a Reforma da Administração Local, Carvalhal vê-se no panorama de freguesias a agregar. Sob insistência do então Executivo e de toda a população, com muitas queixas e justificações para a não agregação da freguesia, o período negro terminou com a manutenção da sua autonomia. 
É também sob o mandato de António Vicente Xavier de Matos que se dá a requalificação interior e exterior da Casa do Povo.

## Localidades
Além da sede, a Freguesia de Carvalhal engloba as seguintes localidades ou lugares:
- Aldeia Cimeira
- Aldeia das Mulheres
- Aldeia Fundeira
- Aldeia Metade
- Aldeia Nova
- Amieira
- Barreirinho
- Casal
- Casal do Bispo
- Eira
- Ervideira
- Fontinha
- Golarã
- Ladeira das Almas
- Lameirinhas
- Portela dos Sesmo
- Ramalhos
- Ribeira João Gomes
- Santo Abril
- Sesmo
- Vale das Barrocas
- Viseu Cimeiro
- Viseu Fundeiro

## Património
- Igreja Matriz do Carvalhal (orago: Nossa Senhora do Amparo)
- Casa do Povo do Carvalhal
- Escola Primária dos Ramalhos
- Capela do São Pedro
- Capela do Viseu
- Escola Primária do Viseu
- Serra de Viseu

## Organização administrativa
Eleitos pelo Partido Socialista em 2021, o executivo é constituído por:
- Presidente: António Vicente Xavier de Matos
- Secretária: Cristiana Tagaio dos Santos
- Tesoureiro: António Nunes Xavier